# Avril 1774
Cette page présente les faits marquants du mois d'avril 1774.

## Événements
- Pologne : création d’un Conseil permanent (Rada Nieustająca) qui devient le gouvernement central[1]. La Diète élit pour deux ans dix-huit sénateurs et dix-huit députés, qui siège sous l’autorité du roi. Cinq départements sont organisés : les Affaires étrangères, la Police, les Finances et la Justice, à la tête desquels se trouvent des ministres nommés et révoqués par le roi. Ces réformes provoquent un regroupement des magnats contre l’autorité royale.

- 30 avril : 
  - Avignon et le Comtat sont rendus au pape par la France.
  - Des pionniers attaquent un campement de Mingos pacifiques à Yellow Creek, sur l'Ohio près de l'actuelle Wheeling, en Virginie-Occidentale. L'épouse shawnee du chef mingo Longan est tué, ce qui provoque la guerre de Lord Dunmore en Pennsylvanie contre les Shawnees[2].

## Naissances
- 19 avril : Alexis de Courval (mort en 1822), homme politique et archéologue français.
- 21 avril : Jean-Baptiste Biot (mort en 1862), physicien, astronome et mathématicien français.
- 26 avril : 
  - Leopold von Buch, géologue allemand († 1853).
  - Anne Jean Marie René Savary, général français († 1833).
- 28 avril : Francis Baily († 1844), astronome anglais.

## Décès
- 4 avril : Oliver Goldsmith, écrivain britannico-irlandais, à Londres (1730-1774).
- 17 avril : John Winslow, militaire britannique.
- 28 avril : Takebe Ayatari, peintre et poète haiku japonais, né en 1719.